# سعادتلو
سعادتلو هي قرية في مقاطعة هشترود، إيران. عدد سكان هذه القرية هو 648 في سنة 2006.